# CRサンダーV
CRサンダーV（シーアールサンダーブイ）は、2007年7月にアルゼがメーシーブランドで発売したパチンコ機（CR機）。業界初の「スロパチンコ」である。
パチスロが5号機の時代に突入し、出玉性能や演出面での制約が大きくなった関係で、相対的にパチンコの方が演出面等での自由度が高くなったということを利用した機種である。ただ基本的な仕組みはあくまでデジパチと同様であり、パチンコ玉を遊戯に利用するパチスロであるパロットとは異なる。

## 概要
従来のパチンコ機では、玉を打ち出す力をコントロールするハンドルは台の右下についているのが一般的だったが、本機種ではハンドルが台の左下に移され（右に回すことで玉を弾く）、また台の中央下部には液晶画面のリールを止めるためのストップボタン（パチスロ機のストップボタンを模したもの）が付けられている。
通常時は一般的なデジパチと同様、盤面上のスタートチャッカーに玉が入ると液晶上のリールが回転し、リール上でいずれかのボーナス絵柄（V・7・BAR）が揃うと大当たりとなる仕組み。また「THUNDER CHALLENGE」と呼ばれるモードに突入すると、プレイヤーが自分でストップボタンを押してリールを止める必要があり、その際にボーナス絵柄を目押しして揃えば同様に大当たりとなる。
大当たり中は「初級」「中級」「上級」と3種類の消化手順があり、そこで発生する演出によって、ボーナス後高確率状態に突入しているかどうかが示唆される。
演出面ではパチスロ機の初代サンダーVの演出を踏襲しており、リール消灯やフラッシュ・雷演出など、初代サンダーVでボーナス濃厚を示す演出が発生した場合は大当たりの期待が高まる仕組みとなっている。
CS放送・パチンコ★パチスロTV!の2007年の年末特番では、2007年の「最もイカした台」として認定された。

## スペック
大当たり確率と確変割合の違いで、以下の2スペックが存在する。
- CRサンダーVSP
大当たり確率1/239.5、確変割合70%
- CRサンダーV150
大当たり確率1/149.75、確変割合50%